# Contardo Barbieri

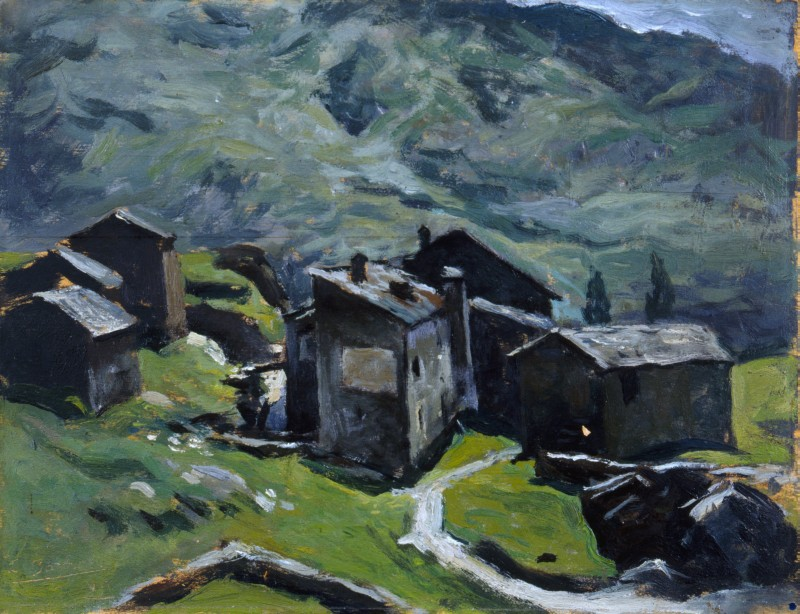
Baite di Caspoggio, 1929 (Fondazione Cariplo)

Contardo Barbieri (Broni, 26 novembre 1900 – Milano, 7 marzo 1966) è stato un pittore italiano.

## Biografia
Diplomatosi all'Accademia di belle arti di Brera nel 1921, ha inizialmente rielaborato la tradizione figurativa lombarda tardo-ottocentesca, attratto dalle ricerche sulla luce e sul colore di Emilio Gola, Daniele Ranzoni, Emilio Longoni.
Senza abbandonare la matrice realista della propria pittura, nel corso degli anni venti ha raggiunto una resa delle forme più solida e sintetica sulla suggestione delle coeve ricerche del gruppo Novecento, al quale ha aderito dopo la prima mostra milanese del 1926.
Dall'esordio nel 1927 all'"Esposizione nazionale d'arte", allestita presso il palazzo della Permanente a Milano, ha partecipato a numerose mostre, esponendo tra il 1928 e il 1942 ad otto edizioni della Biennale di Venezia e dal 1931 al 1943 a quattro Quadriennali di Roma. Nel 1931 espose anche al Baltimore Museum of Art e al Cleveland Museum of Art, negli Stati Uniti, nell'ambito della mostra Exhibition of contemporary Italian paintings, organizzata dalla Quadriennale. Ha ottenuto numerosi riconoscimenti, come il Premio Internazionale Città di Venezia alla XVIIª Biennale e il Premio del Partito Nazionale Fascista alla XIXª Biennale, con un vasto repertorio di ritratti, figure femminili, nature morte, oltre a paesaggi, nei quali ha coniugato il severo linguaggio novecentista allo studio dal vero.
Fu nominato direttore dell'Accademia Carrara di Bergamo nel 1931 e nell'ambito del rinnovamento culturale della città, eseguì nel 1938 per la casa Littoria "A. Locatelli" una decorazione murale, poi distrutta.
Alla metà degli anni trenta partì volontario in Africa orientale.
In coincidenza con il fallimento dell'ideologia fascista maturò una crisi artistica culminata nel 1942, con il ripiegamento su modelli e schemi derivati dall'arte antica.

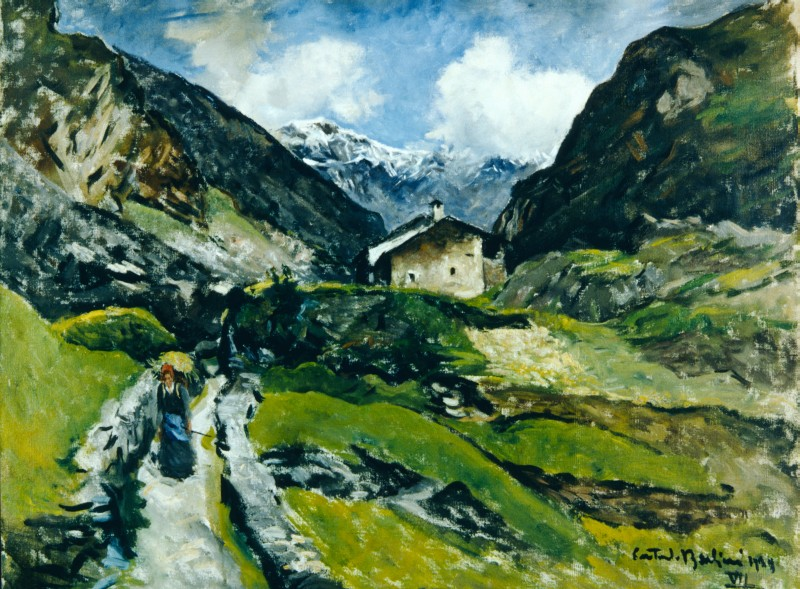
Paesaggio montano, 1929, Collezioni d'arte della Fondazione Cariplo

Nel 1959 tre sue opere (Paesaggio ligure, Nello studio e Colline lombarde) vennero esposte alla mostra 50 anni d'arte a Milano. Dal divisionismo ad oggi, organizzata dalla Permanente.
Sue opere sono oggi conservate alla GAMeC di Bergamo, al Palazzo Morando, alla Fondazione Cariplo e alla Pinacoteca di Brera di Milano, nella Galleria d'arte moderna di Roma Capitale e nella collezione della Camera dei Deputati a Roma.